# Luboszyce (gromada w powiecie górowskim)
Luboszyce – dawna gromada, czyli najmniejsza jednostka podziału terytorialnego Polskiej Rzeczypospolitej Ludowej w latach 1954–1972.
Gromady, z gromadzkimi radami narodowymi (GRN) jako organami władzy najniższego stopnia na wsi, funkcjonowały od reformy reorganizującej administrację wiejską przeprowadzonej jesienią 1954 do momentu ich zniesienia z dniem 1 stycznia 1973, tym samym wypierając organizację gminną w latach 1954–1972.
Gromadę Luboszyce z siedzibą GRN w Luboszycach utworzono – jako jedną z 8759 gromad na obszarze Polski – w powiecie górowskim w woj. wrocławskim, na mocy uchwały nr 13/54 WRN we Wrocławiu z dnia 2 października 1954. W skład jednostki weszły obszary dotychczasowych gromad Luboszyce, Bełcz Wielki, Chorągwice, Ciechanów, Irządze, Luboszyce Małe, Lubów i Masełkowice ze zniesionej gminy Luboszyce oraz przysiółek Kietlów–PGR z dotychczasowej gromady Osetno Małe ze zniesionej gminy Stara Góra w tymże powiecie. Dla gromady ustalono 16 członków gromadzkiej rady narodowej.
1 stycznia 1960 do gromady Luboszyce włączono wsie Głobice i Lipowiec ze zniesionej gromady Wągroda w tymże powiecie.
Gromada przetrwała do końca 1972 roku, czyli do kolejnej reformy gminnej.